# 清水神社 (明石市)
清水神社（しみずじんじゃ）は、兵庫県明石市魚住町清水にある神社である。

## 祭神
大己貴命を主祭神に、顕宗、仁賢の両天皇を配祀する。

## 由緒
王子権現宮とも称すが、不詳。 